# 本山漸

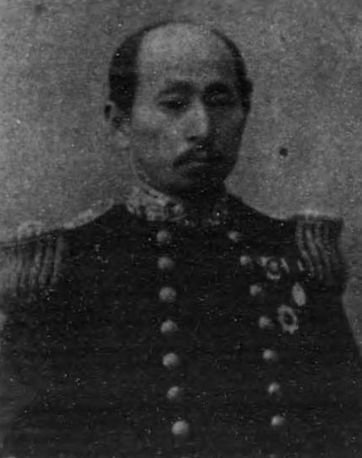
本山漸

本山 漸（もとやま ぜん、1842年9月27日〈天保13年8月23日〉 – 1920年〈大正9年〉5月4日） は、日本の海軍軍人。最終階級は海軍少将、静岡県出身。海城中学校・高等学校・商議員・議定員。

## 人物
海軍繰練所で学び、累進して1872年（明治5年）筑波の艦長となる。のちに2度同艦艦長を務める。1878年（明治11年）海軍兵学校教務課長となり、海軍兵学校次長を経て1880年（明治13年）海軍兵学校 校長に就任する。1882年（明治15年）には、海軍大佐に昇進し、軍務局法規課長、軍務局法規課長、海軍大学校次長兼教頭、海軍技術会議議員、等の職を歴任した。1890年（明治23年）海軍少将任官と同時に再び海軍兵学校校長に補される。同職を3年ほど勤め1893年（明治26年）休職を経て予備役となり、1900年（明治33年）後備役編入となった。

## 経歴
- 1872年（明治5年）6月24日 – 補 筑波 艦長（1度目）
- 1876年（明治9年）9月12日 - 補 筑波 艦長（2度目）[2]
- 1877年（明治10年）
  - 8月23日 - 補 筑波艦長（3度目）
  - 11月1日 – 補 富士山 艦長
- 1878年（明治11年）3月4日 – 補 海軍兵学校教務課長[2]
- 1880年（明治13年）
  - 7月12日 – 補 海軍兵学校次長[2]
  - 12月8日 – 補 海軍兵学校 校長（1度目）[2]
- 1882年（明治15年）8月21日 – 任 海軍大佐、補 軍務局法規課長[2]
- 1884年（明治17年）
  - 5月27日 - 海軍軍事部出勤被仰付[3]
  - 12月16日 - 総務局出勤被仰付[4]
- 1885年（明治18年）1月19日 - 兼 海軍機関本部勤務被仰付[5]
- 1886年（明治19年）1月29日 - 補 軍務局法規課長[6]
- 1887年（明治20年）
  - 4月5日 – 明治二十年東京諸官廨士官学術検査委員被仰付[7]
  - 10月18日 – 機技部士官及生徒教育法取調委員被免[8]
  - 10月27日 – 補 軍務局次長[2] 兼 軍務局将校課長軍務局法規課長[9]
  - 11月14日 – 将校及生徒教育法取調委員被免[10]
  - 12月17日 – 海軍語類編纂委員被免[11]
- 1888年（明治21年）
  - 2月4日 – 明治二十一年士官学術検査取調委員被免[12]
  - 6月5日 – 艦隊職員条例軍艦職員条例改正案起草委員被仰付[13]
  - 8月16日 – 免本職並兼職、補 海軍大学校次長 兼 教頭[2][14]
- 1889年（明治22年）
  - 4月29日 – 兼補 海軍技術会議議員[15]
  - 7月13日 – 艦隊職員条例軍艦職員条例改正案起草委員被免[16]
- 1890年（明治23年）9月24日 – 任 海軍少将、補 海軍兵学校 校長（2度目）[2][17]
- 1893年（明治26年）
  - 2月27日 – 休職被仰付[18]
  - 5月24日 – 予備役被仰付[19]
- 1900年（明治33年）8月1日 – 後備役被仰付[20]

## 親族
- 二女・豊子（大石鍈吉初代海軍技術研究所研究部長の妻）[21]
- 三女・政子（野坂康二元ゼオライト工業社長の妻）[21]

## 栄典
- 明治5年4月15日 – 従六位[22]
- 1920年（大正9年）5月4日 – 正四位